# Phantasmagorie

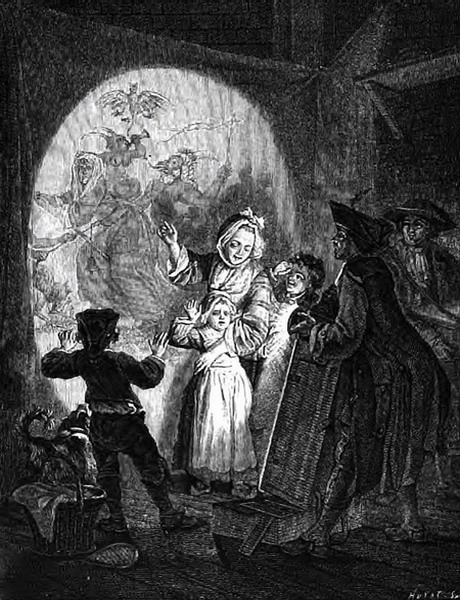
Szene aus einer Phantasmagorie

Eine Phantasmagorie (von altgriechisch φάντασμα phántasma „Trugbild“ und altgriechisch ἀγορά agorá „Versammlung“) bezeichnet wörtlich die Darstellung von Trugbildern vor Publikum. Allgemeiner versteht man darunter jede Art von Wahrnehmungstäuschung.
Im Theater versteht man darunter eine Darstellungsform des späten 18. Jahrhunderts in Europa. Die von einer Laterna magica direkt auf die Bühne projizierten optischen Illusionen sollten geisterhafte Erscheinungen suggerieren, um das Publikum in Schrecken zu versetzen.
In der Kunst versteht man darunter die Darstellung von optischen Täuschungen, zum Beispiel in fantastischen Bildern oder auf der Bühne.
In Psychologie und Medizin hingegen wird damit eine zufällige Folge von assoziativen Bildern bezeichnet, zum Beispiel in Träumen oder unter Fieber.